# Забеліно (Калузька область)
Забеліно (рос. Забелино) — присілок в Перемишльському районі Калузької області Російської Федерації.
Населення становить 19 осіб. Входить до складу муніципального утворення Село Макарово.

## Історія
Від 2004 року входить до складу муніципального утворення Село Макарово

## Населення
| 2002 | 2010 |
| ---- | ---- |
| 20   | ↘19  |